# 季什諾夫

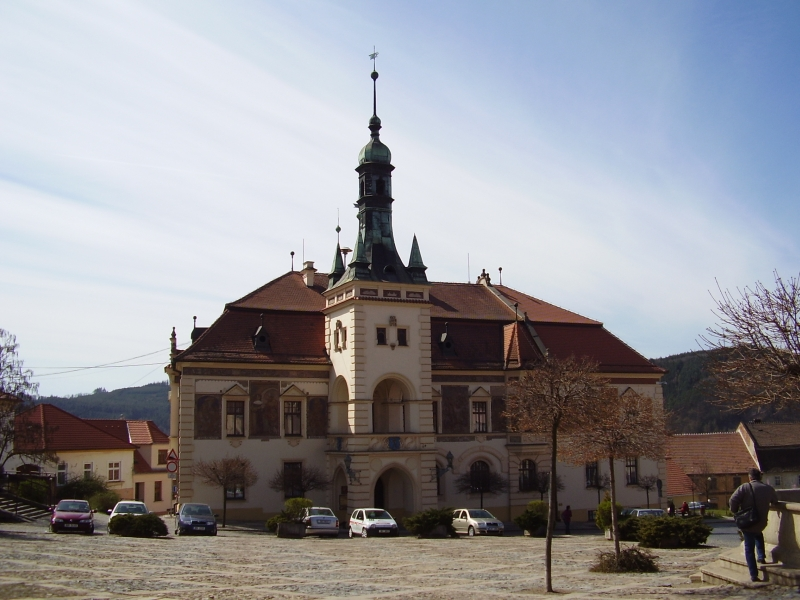
季什諾夫市政厅

季什諾夫（捷克语：Tišnov，捷克語發音：[ˈcɪʃnof]），旧称提契諾維茨（德語：Tischnowitz），是捷克的城鎮，位於該國東部，距離首府布爾諾22公里，由南波希米亞州負責管轄，面積17.13平方公里，海拔高度256米，該鎮在1428年被燒毀，2010年人口8,704。

## 外部連結
- Municipal website（页面存档备份，存于）
- InfoCentrum Tišnov